# Hardtseen
Das Naturschutzgebiet Hardtseen liegt auf dem Gebiet der Gemeinde Gottmadingen im baden-württembergischen Landkreis Konstanz in Deutschland.

## Geographische Lage
Das 1978 als Naturschutzgebiet ausgewiesene Schutzgebiet befindet sich südwestlich von Gottmadingen und umfasst drei Seen und deren Umgebung auf insgesamt acht Hektar. Die Gewässer gelten als eine der letzten noch erhaltenen größeren Moränenseen des westlichen Hegau mit reicher Vogelwelt.
Die Entwässerung erfolgt über den Ehgraben und der Biber zum Rhein.